# Costa Rica op de Olympische Zomerspelen 2008
Costa Rica nam deel aan de Olympische Zomerspelen 2008 in Peking, China.
Costa Rica debuteerde op de Zomerspelen in 1936 en deed in 2008 voor de dertiende keer mee. Costa Rica won tot 2008 vier medailles. De vier medailles werden bij het zwemmen behaald door Silvia Poll en haar twee jaar jongere zusje Claudia Poll.

## Deelnemers en resultaten

### Atletiek
| Olympiër       | Discipline            | Resultaat | Prestatie                                                |
| -------------- | --------------------- | --------- | -------------------------------------------------------- |
| Nery Brenes    | 400m (m)              | 10e       | serie 3: 1ste in 45,36 halve finale 1: 4de in 44,94 (NR) |
| Allan Segura   | 20km snelwandelen (m) | 39e       | 1:27.10                                                  |
|                |                       |           |                                                          |
| Gabriela Traña | marathon (v)          | 68e       | 2:53.45                                                  |

.

### Taekwondo
| Olympiër            | Discipline | Resultaat | Prestatie                                                              |
| ------------------- | ---------- | --------- | ---------------------------------------------------------------------- |
| Kristopher Moitland | +80kg (m)  | 7e        | voorronde: V van KOR Cha: (-2)-1 herkansingen: V van UZB Irgashev: 5-6 |

### Wielersport
| Olympiër         | Discipline   | Resultaat    | Prestatie      |
| Mountainbike     | Mountainbike | Mountainbike | Mountainbike   |
| ---------------- | ------------ | ------------ | -------------- |
| Federico Ramírez | mannen       | 47e          | op 5 ronden    |
| Weg              |              |              |                |
| Henry Raabe      | mannen       | DNF          | niet gefinisht |

### Zwemmen
| Olympiër          | Discipline          | Resultaat | Prestatie                    |
| ----------------- | ------------------- | --------- | ---------------------------- |
| Mario Montoya     | 200m vrije slag (m) | 50e       | serie 2: 3de in 1.52,19 (NR) |
|                   |                     |           |                              |
| Marianela Quesada | 50m vrije slag (v)  | 47e       | serie 6: 8ste in 28,11       |

Afghanistan · Albanië · Algerije · Amerikaanse Maagdeneilanden · Amerikaans-Samoa · Andorra · Angola · Antigua en Barbuda · Argentinië · Armenië · Aruba · Australië · Azerbeidzjan · Bahama's · Bahrein · Bangladesh · Barbados · België · Belize · Benin · Bermuda · Bhutan · Bolivia · Bosnië en Herzegovina · Botswana · Brazilië · Britse Maagdeneilanden · Bulgarije · Burkina Faso · Burundi · Cambodja · Canada · Centraal-Afrikaanse Republiek · Chili · China · Chinees Taipei · Colombia · Comoren · Congo-Brazzaville · Congo-Kinshasa · Cookeilanden · Costa Rica · Cuba · Cyprus · Denemarken · Djibouti · Dominica · Dominicaanse Republiek · Duitsland · Ecuador · Egypte · El Salvador · Equatoriaal-Guinea · Eritrea · Estland · Ethiopië · Fiji · Filipijnen · Finland · Frankrijk · Gabon · Gambia · Georgië · Ghana · Grenada · Griekenland · Groot-Brittannië · Guam · Guatemala · Guinee · Guinee‑Bissau · Guyana · Haïti · Honduras · Hongarije · Hongkong · Ierland · IJsland · India · Indonesië · Irak · Iran · Israël · Italië · Ivoorkust · Jamaica · Japan · Jemen · Jordanië · Kaaimaneilanden · Kaapverdië · Kameroen · Kazachstan · Kenia · Kirgizië · Kiribati · Koeweit · Kroatië · Laos · Lesotho · Letland · Libanon · Liberia · Libië · Liechtenstein · Litouwen · Luxemburg · Macedonië · Madagaskar · Malawi · Malediven · Maleisië · Mali · Malta · Marshalleilanden · Marokko · Mauritanië · Mauritius · Mexico · Micronesië · Moldavië · Monaco · Mongolië · Montenegro · Mozambique · Myanmar · Namibië · Nauru · Nederland · Nederlandse Antillen · Nepal · Nicaragua · Nieuw-Zeeland · Niger · Nigeria · Noord-Korea · Noorwegen · Oeganda · Oekraïne · Oezbekistan · Oman · Oostenrijk · Oost‑Timor · Pakistan · Palau · Palestina · Panama · Papoea-Nieuw-Guinea · Paraguay · Peru · Polen · Portugal · Puerto Rico · Qatar · Roemenië · Rusland · Rwanda · Saint Kitts en Nevis · Saint Lucia · Saint Vincent en Grenadines · Salomonseilanden · Samoa · San Marino · Sao Tomé en Principe · Saoedi-Arabië · Senegal · Servië · Seychellen · Sierra Leone · Singapore · Slovenië · Slowakije · Soedan · Somalië · Spanje · Sri Lanka · Suriname · Swaziland · Syrië · Tadzjikistan · Tanzania · Thailand · Togo · Tonga · Trinidad en Tobago · Tsjaad · Tsjechië · Tunesië · Turkije · Turkmenistan · Tuvalu · Uruguay · Vanuatu · Venezuela · Verenigde Arabische Emiraten · Verenigde Staten · Vietnam · Wit-Rusland · Zambia · Zimbabwe · Zuid-Afrika · Zuid-Korea · Zweden · Zwitserland
Uitgesloten van deelname: Brunei